# Räckelwitz
Räckelwitz (hornolužickosrbsky Worklecy) je obec v Horní Lužici v německé spolkové zemi Sasko. Nachází se v zemském okrese Budyšín a má přibližně 1 100 obyvatel.

## Geografie
Obec leží v historickém regionu Horní Lužice a náleží k lužickosrbské oblasti osídlení. Vzdušnou čarou se nachází asi 15 km severozápadně od okresního města Budyšína. Nejvýznamnějším tokem je Klášterní voda. Räckelwitz není napojeno na železnici ani na dálnici, dálnice A4 prochází asi 6 km jižně od obce.

## Historie
První písemná zmínka pochází z roku 1280, kdy je ves uváděna jako Rokolewitz. Od roku 1304 se zde nacházel rytířský statek. Roku 1973 byly k Räckelwitz připojeny do té doby samostatné obce Höflein a Schmeckwitz.

## Obyvatelstvo
Roku 2001 se 63,2 % obyvatel hlásilo k lužickosrbské národnosti. V obci převažuje římskokatolické vyznání (v roce 2011 82,6 %).

## Správní členění
Räckelwitz se dělí na 6 místních částí (počet obyvatel uveden k 31. prosinci 2016):
- Dreihäuser (Horni Hajnk) – 11 Einwohner
- Höflein (Wudwor) – 127 obyvatel
- Neudörfel (Nowa Wjeska) – 169 obyvatel
- Räckelwitz (Worklecy) – 502 obyvatel
- Schmeckwitz (Smječkecy) – 260 obyvatel
- Teichhäuser (Haty) – 25 obyvatel

## Pamětihodnosti
- barokní zámek s historizující zámeckou kaplí
- žulová boží muka se soškou Ježíše Krista
- památník obětem první světové války
- památník Michała Hórnika

## Osobnosti
- Michał Hórnik (1833–1894) – lužickosrbský duchovní, vydavatel novin a podporovatel lužickosrbské literatury v 19. století
- Jurij Brězan (1916–2006) – lužickosrbský spisovatel
- Jan Brankatschk (1930–1990) – historik
- Beno Budar (1946–2023) – spisovatel, překladatel a redaktor
- Klaus-Dietmar Henke (* 1947) – historik
- Marja Krawcec (1948–2014) – básnířka, překladatelka a novinářka
- Benedikt Dyrlich (* 1950) – spisovatel, politik a šéfredaktor
- Angela Hampel (* 1956) – malířka a grafička
- Stanisław Tilich (* 1959) – politik za CDU, mezi lety 2008 a 2017 předseda vlády Saska
- Jěwa-Marja Čornakec (* 1959) – spisovatelka a šéfredaktorka
- Mario Loch (* 1969) – boxer
- Olaf Pollack (* 1973) – cyklista
- Ronny Kockel (* 1975) – fotbalista
- Peggy Wagenführ (* 1976) – biatlonistka
- Tino Semmer (* 1985) – fotbalista
- Lukas Rietzschel (* 1994) – spisovatel